# Ranuccio Scotti Douglas
Ranuccio (Ranuzio) Scotti Douglas (Parme, 15 juillet 1597 - Plaisance, 10 mai 1661) est un homme d'Église italien.

## Biographie
Ranuccio Scotti Douglas est né le 19 juillet 1597 à Parme.
Le 22 mars 1627, sous le pontificat d'Urbain VIII, il fut choisi comme évêque de Borgo San Donnino (aujourd'hui Fidenza, en Émilie-Romagne), consacré le 18 avril et installé le 30 mai. 
Le 22 mai 1630 Urbain VIII le nomma nonce apostolique en Suisse, charge qu'il conserva jusqu'au 4 mai 1639, puis le 8 août 1639, nonce apostolique en France, et ce jusqu'au 9 mars 1641.
Il resta évêque de Borgo San Donnino jusqu'au 6 août 1645, date de sa renonciation.

## Succession apostolique
Ranuccio Scotti Douglas a ordonné les évêques suivants : 
- Évêque Johann Flugi d'Apremont (en) (1636)
- Évêque Giuseppe Battaglia (en) (1657)